# Benfica Lisabon (rukomet)
Vidi članak Benfica Lisabon
Sport Lisboa e Benfica je rukometna momčad sportskog društva Benfica Lisabon iz portugalskog grada Lisabona. Prošle sezone je bila u nacionalnom prvenstvu četveroplasirana momčad.

## Uspjesi
- prvak Portugala
  - 1961./62., 1974./75., 1981./82., 1982./83., 1988./89., 1989./90., 2007./08.
- pobjednik portugalskog kupa
  - 1984./85., 1985./86., 1986./87., 2010./11., 2015./16.
- pobjednik Liga kupa
  - 2006./07., 2008./09.
- pobjednik portugalskog superkupa
  - 1988., 1993., 2010., 2012.
- Prvak Portugala u velikom rukometu
  - 1962.
- Challenge Cup
  - finalist: 2010./11., 2015./16.

## Poznati igrači
- Paulo Bunze
- Fredrik Appelgren
- João Santa Barbara, vratar
- Mário Gentil, krilo
- Vasco Vasconcelos
- Luis Lopes
- Rui Ferreira
- Carlos Carneiro
- Luís Gomes
- David Tavares
- Davor Čutura
- Milan Vučićević
- Bojan Ljubišić
- Božidar Nadoveza
- Danilo Drobnjaković
- Luka Raković

## Poznati treneri
- Eugene Troffin
- Ângelo Pintado